# Ulrich Eberl
Ulrich Eberl (* 1962 in Regensburg) ist ein deutscher Physiker sowie Wissenschafts- und Technologiejournalist.

## Leben
Eberl studierte Physik und wurde 1992 mit der Note Summa cum laude an der Technischen Universität in München promoviert. Das Thema seiner Doktorarbeit befasste sich mit einem Grenzgebiet zwischen Physik, Biologie und Chemie: der Erforschung der ersten Billionstelsekunde der Photosynthese. Außerdem war er als freier Wissenschaftsjournalist tätig.
Nach seiner Promotion war er bis 1995 für die Technologiepublikationen der Daimler AG tätig und ging danach bis 2015 als Leiter der Innovationskommunikation zu Siemens. In dieser Zeit war er Chefredakteur der Siemens-Zeitschrift für Forschung und Innovation Pictures of the Future.
Eberl ist durch seine große Anzahl von Artikeln über die verschiedensten wissenschaftlichen Themen bekannt und gründete 2015 SciPress, ein Redaktionsbüro für Wirtschafts-, Wissenschafts- und Technikkommunikation. Ferner ist er Autor von fünf Büchern über Zukunftsfragen, von denen zwei bisher auch in englischer Sprache verlegt wurden. Sein Buch Smarte Maschinen erschien zudem auf Chinesisch und Türkisch. Im 2022 publizierten Buch Unsere Überlebensformel geht es um die größten Umweltkrisen unserer Zeit: Klimawandel und Abholzung der Regenwälder, Artensterben und Pandemien, Konsumexplosion und Plastikmüll, Mobilitätskrise, Welternährung und die Zukunft der Städte. Eberl analysiert die Trends und die wichtigsten Hebel, um diese Krisen global zu lösen.

## Veröffentlichungen
- Wirkung externer elektrischer Felder auf Primärprozesse der Photosynthese. Dissertation. Technische Universität, München 1992.
- Innovatoren und Innovationen. Erlangen, Publicis 2007, ISBN 978-3-89578-285-5.
- Zukunft 2050: Wie wir schon heute die Zukunft erfinden. Beltz und Gelberg, Weinheim 2011, ISBN 978-3-407-75352-6.
- Smarte Maschinen. Wie künstliche Intelligenz unser Leben verändert. Hanser, München 2016, ISBN 978-3-446-44870-4.[4]
- 33 Fragen, 33 Antworten: Künstliche Intelligenz. Piper, München 2020, ISBN 978-3-446-44870-4.[5]
- Unsere Überlebensformel – neun globale Krisen und die Lösungen der Wissenschaft. Piper, München 2022, ISBN 978-3-492-07085-0.[6]